# Курбанов, Эргашбой Саидович
Эргашбой Саидович Курбанов (тадж. Эргашбой Саидович Курбонов, 7 октября 1941 — 2022) — таджикский политический деятель. Депутат Верховного Совета Таджикской ССР 12 созыва.

## Биография
В разное время возглавлял управление КГБ по Горно-Бадахшанской автономной области (1986—1989), управление КГБ по Хатлонской области (1989—1990). В 1990 году был избран народным депутатом Верховного Совета Таджикской ССР 12 созыва.
В 1992 году занимал должность председателя Комитета Верховного Совета по законодательству, правопорядку и правам человека. Входил в состав комиссии по подготовке проекта новой Конституции Таджикистана. В 1993 году был назначен начальником Ленинабадского областного управления ГКНБ Таджикистана.